# Demografía de Nepal

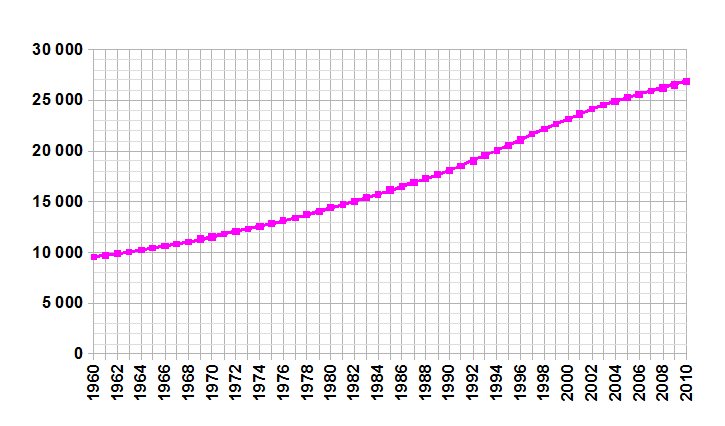
Evolución demográfica de Nepal (en miles).

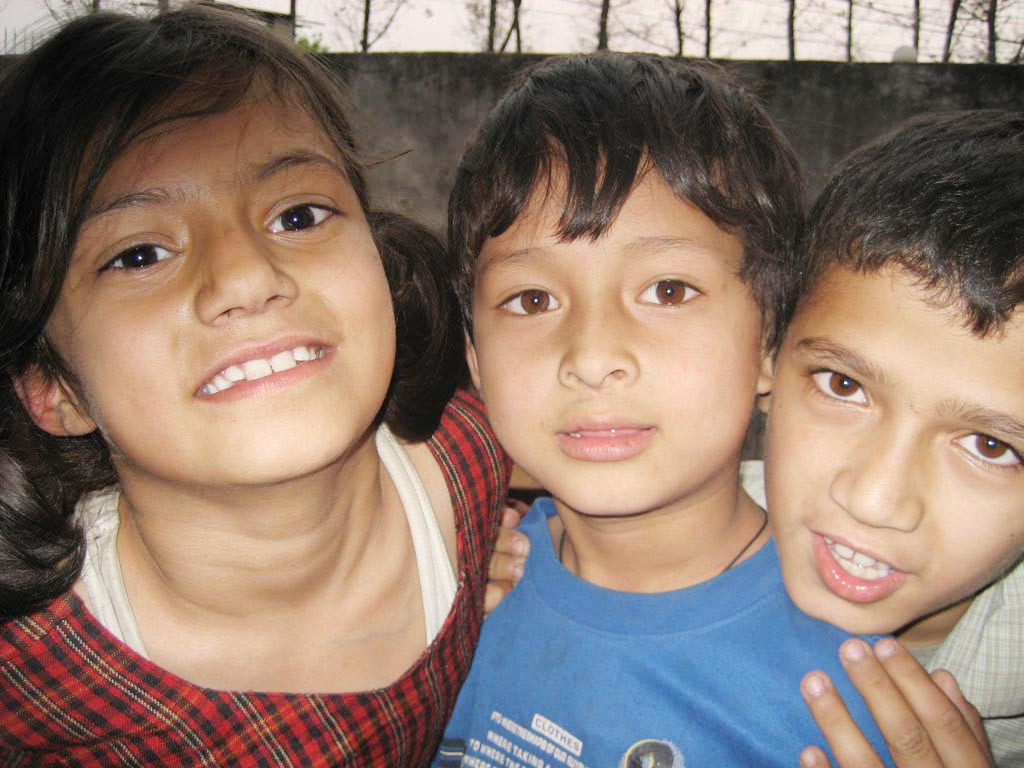
Niños nepalíes

Población de Nepal: 26.469.569 personas (julio de 2003)

## Evolución demográfica
- 1880 : 2 millones.
- 1900 : 3,6 mill.
- 1911, censo : 5.638.749 ha.
- 1920, censo : 5.573.788 ha.
- 1930, censo : 5.532.574 ha.
- 1941, censo : 6.283.649 ha.
- 1961, censo : 9.412.996 ha.
- 1971, censo : 11.555.983 ha.
- 1981, censo : 15.022.839 ha.
- 1991, censo : 18.491.097 ha.
- 2001, censo : 23.151.423 ha.
- 2011, censo : 26.494.504 ha.[1]

## Pirámide de edad
| Edades          | %   | Hombres   | Mujeres   |
| --------------- | --- | --------- | --------- |
| de 0 a 14 años  | 42% | 4.776.245 | 4.663.000 |
| De 15 a 64 años | 55% | 6.172.821 | 6.945.626 |
| Más de 65 años  | 3%  | 320.350   | 375.991   |

En la población de Nepal predominan claramente las mujeres ante los hombres; hay más diferencia al nacer y aunque luego se va igualando los hombres no llegan a superar a las mujeres. 
En esta pirámide hecha solo con tres grupos se puede apreciar una forma de pagoda, es una pirámide progresiva, es decir hay alta natalidad pero al ser la mortalidad también alta, la población a medida que aumenta la edad desciende la población porque la mortalidad la hace descender, la esperanza de vida es baja y se puede ver que la población mayor de 65 años es muy escasa tomando como referencia a lo menores de 15 años, por esto sabemos que la población es joven y más de la mitad de ella es menor de 15 años. Es un país subdesarrollado y que está en la primera fase de la transición demográfica.

## Datos básicos
- Crecimiento de la población: 2.45 %
- Tasa de natalidad: 37 nac./1.000 pers.
- Tasa de mortalidad: 12,56 fallecidos/1.000 personas
- Tasa de inmigración neta: 0 emigrantes/1.000 pers.
- Tasa de mortalidad infantil: 79 fallec./1.000 nacidos vivos
- Tasa de fertilidad:5,06 niños nacidos por mujer. 2,45%
- Tasa de natalidad: 37 nac./1.000 pers.
- Tasa de mortalidad: 12,56 fallec./1.000 pers.
- Porcentajes hombres/mujeres: Al nacimiento: 1,05 hombres/mujeres. Todas las edades: 1,04 hombres/mujeres

La inmigración de Nepal es muy escasa ya que al ser un país subdesarrollado y sin mayores recursos se tienen pocos beneficios al vivir allí, pero sin embargo sí que hay movimientos pendulares de ocio de muchos montañeros que van al Himalaya. Las tasas de natalidad y de fecundidad son muy altas.

## Esperanza de vida
Esperanza de vida del total de la población: 53,63 años. Hombres: 53,35 años. Mujeres: 53,93 años

## Indicadores Básicos
| Dato                                                         | Año        | Cifra            |
| ------------------------------------------------------------ | ---------- | ---------------- |
| Ordenación por categoría de la TMM5                          |            | 58               |
| Tasa de mortalidad menores de 5 años                         | 1960       | 315              |
| Tasa de mortalidad menores de 5 años                         | 2003       | 82               |
| Tasa de mortalidad menores de 1 año                          | 1960       | 212              |
| Tasa de mortalidad menores de 1 año                          | 2003       | 61               |
| Población total (miles)                                      | 2003       | 25164            |
| Nacimientos anuales (miles)                                  | 2003       | 822              |
| Muertes anuales (<5 años) (miles)                            | 2003       | 67               |
| INB per cápita (dólares)                                     | 2003       | 240              |
| Esperanza de vida al nacer (años)                            | 2003       | 60               |
| Tasa de alfabetización de adultos                            | 2000       | 42               |
| Tasa neta de matriculación/asistencia enseñanza primaria (%) | 1996-2003* | 73               |
| Distribución familiar del ingreso (%)                        | 1990-2002* | más bajo 40% 19% |
| Distribución familiar del ingreso (%)                        | 1990-2002* | más alto 20% 45% |

Las tasas de mortalidad son muy elevadas pero han disminuido en gran cantidad estos últimos 43 años, aunque siguen siendo altas. Las tasas de mortalidad infantil también son muy altas pero estas han disminuido menos aunque también lo han hecho en cantidad. Los nacimientos anuales son altos pero al haber tantas muertes la población que llega a edades avanzadas es mucho menor a la que nace. La esperanza de vida es baja al ser un país subdesarrollado. La educación es escasa, pero es mayor en los adultos.

## Indicadores demográficos
- Población (miles), 2003, menores de 18 11710
- Población (miles), 2003, menores de 5 3688
- Tasa de crecimiento anual de la población (%), 1970-90 2.2
- Tasa de crecimiento anual de la población (%), 1990-2003 2.3
- Tasa bruta de mortalidad, 1970 22
- Tasa bruta de mortalidad, 2003 10
- Tasa bruta de natalidad, 1970 	42
- Tasa bruta de natalidad, 2003 	33
- Esperanza de vida, 1970 42
- Esperanza de vida, 2003 60
- Tasa total de fecundidad, 2003 4.2
- Población urbana (%), 2003 15
- Tasa anual del crecimiento de la población urbana (%), 1970-90 6.3
- Tasa anual del crecimiento de la población urbana (%), 1990-2003 6.3

La población de Nepal menor de edad es muy abundante y la menor de cinco años también. El crecimiento anual de la población ha crecido en estos 13 últimos años muy poco, un 0.1 %, La mortalidad ha descendido en los últimos 33 años, al igual que la natalidad aunque está en menor cantidad por lo cual sigue siendo alta. La esperanza de vida ha aumentado notablemente en los últimos años, ha pasado de un 42 a un 60, aunque tenemos otras fuentes que nos indican que la esperanza de vida superó por porco los 50 años por lo cual no podemos concretar. El crecimiento de la población urbana no ha aumentado nada en los últimos 30 años.

## Situación de las mujeres
- Esperanza de vida: mujeres con respecto al % de hombres, 2003 	99
- Tasa de alfabetización femenina: mujeres con respecto al % de hombres, 2000 	41
- Tasas brutas de escolarización: mujeres con respecto al % de hombres, primaria, 1998-2002* 	87
- Tasas brutas de escolarización: mujeres con respecto al % de hombres, secundaria, 1998-2002* 	74
- Prevalencia de anticonceptivos (%), 1995-2003* 	39
- Tasa de cobertura de la atención prenatal (%), 1995-2003* 	28
- Partos atendidos por personal cualificado (%), 1995-2003* 	11
- Tasa de mortalidad derivada de la maternidad†, 1985 - 2003, registrada 	540
- Tasa de mortalidad derivada de la maternidad†, 2000, adjustada 	740
- Tasa de mortalidad derivada de la maternidad†, 2000, Riesgo de mortalidad de la madre en su vida. 1 en 24

La esperanza de vida de la mujer respecto a los hombres es elevada, casi igual; sin embargo, en otros países, la esperanza de vida de las mujeres es mayor que la de los hombres. La educación de las mujeres respecto a los hombres es muy baja, la escolarización es un poco mayor pero no llega al 90% por lo cual se sabe que no hay igualdad entre hombres y mujeres. La atención prenatal es muy baja, por lo cual hay muchas muertes de mujeres al dar a luz.

## Protección Infantil
- Trabajo infantil (5 a 14 años) 1999-2003, total 	-
- Trabajo infantil (5 a 14 años) 1999-2003, hombre 	-
- Trabajo infantil (5 a 14 años) 1999-2003, mujer 	-
- Matrimonio precoz 1986-2003*, urbana	38
- Matrimonio precoz 1986-2003*, rural	59
- Matrimonio precoz 1986-2003*, total	56
- Registro de nacimientos 1999-2003*, total 	34
- Registro de nacimientos 1999-2003*, urbana 	37
- Registro de nacimientos 1999-2003*, rural 	34
- Mutilación-escisión genital de la mujer 1998-2003*, mujer (a) (15 a 49 años), total 	-
- Mutilación-escisión genital de la mujer 1998-2003*, mujer (a) (15 a 49 años), urban 	-
- Mutilación-escisión genital de la mujer 1998-2003*, mujer (a) (15 a 49 años), rural 	-
- Mutilación-escisión genital de la mujer 1998-2003*, hijas (b), total 	-

De la protección infantil en Nepal se tienen pocos datos, aunque según otras fuentes de información los niños trabajan desde muy temprana edad, lo que acorta la esperanza de vida varios años. Los niños que superan los 8 años en Nepal se dedican sobre todo a la religión y a las actividades agrícolas y ganaderas por lo que casi no tienen tiempo para jugar; sin embargo no son explotados como en algunos otros lugares, como en ciertas zonas de África. El matrimonio precoz es más abundante en la zona rural que en la zona urbana. El matrimonio precoz total es mayor del 50%. No se tienen datos sobre la mutilación-escisión genital de la mujer de 15 a 49 años.

### Desarrollo urbano

#### Población y demografía
Las ciudades más importantes de Nepal son Katmandú (1450 m), Lalitpur(1445 m), Pokhara (915 m), Biratnagar y Bhaktapur.
- Katmandú: es la capital de Nepal, con una población de 1.442.271 (2006) habitantes, situada en el valle del mismo nombre en Nepal central, en las cercanías del río Vishnumati.

- Lalitpur: es una ciudad muy cercana a la capital nepalí (Katmandú), es una ciudad bastante importante en Nepal y es muy visitada por turistas.

- Pokhara: es una ciudad de aventura. Situada en un valle tranquilo, está junto al Lago Phewa

- Bhaktapur: es una ciudad en la que abunda el arte elegante, la cultura fabulosa y la forma de vida indígena.

Estructura y funciones:

#### Aspecto urbano
Problemas: su topografía montañosa hace que gran parte de la zona rural de Nepal permanezca aislada, debido a la falta de carreteras y mercados. El difícil acceso a muchas de las áreas rurales del país ha sido un impedimento para los esfuerzos de un desarrollo sostenible y efectivo. La productividad agrícola es baja, con tierras cultivables cada vez más fragmentadas y cuya fertilidad está disminuyendo. La pobreza endémica del medio rural y la inseguridad alimentaria son problemas críticos, en especial entre la población tribal que vive en las áreas rurales alejadas. En esas áreas el contacto de extensión es bastante limitado.
Otro problema crucial es la sobrepoblación del pequeño reino de la montaña (actualmente, se estima que la población de Nepal es de aproximadamente 19 millones). Se observa fácilmente el impacto del alto crecimiento de la tasa poblacional en las áreas rurales puesto que los bosques se están desforestando.